# Оттоссон, Ян
Ян Оттоссон (швед. Jan Ottosson; 10 марта 1960 года, Хёгсетер) — шведский лыжник, двукратный олимпийский чемпион, победитель этапа Кубка мира.

## Карьера
В Кубке мира Оттоссон дебютировал в 1982 году, в январе 1983 года одержал свою единственную в карьере победу на этапе Кубка мира. Кроме этого имеет на своём счету 4 попадания в тройку лучших на этапах Кубка мира. Лучшим достижением Оттоссона в общем итоговом зачёте Кубка мира является 7-е место в сезоне 1981/82.
На Олимпийских играх 1984 года в Сараево, завоевал золото в эстафете, кроме того был 16-м в гонке на 30 км коньком и 14-м в гонке на 50 км классикой.
На Олимпийских играх 1988 года в Калгари, вновь выиграл золото в эстафете, а также занял 16-е место в гонке на 15 км классикой, 16-е место в гонке на 30 км классикой и 6-е место в гонке на 50 км коньком.
На Олимпийских играх 1992 года в Альбервиле, был 4-м в эстафете, 11-м в гонке на 30 км классикой и 44-м в гонке на 50 км коньком.
На Олимпийских играх 1994 года в Лиллехаммере, занял 6-е место в эстафете, 18-е место в гонке на 50 км классикой, 14-е место в гонке на 10 км классикой и 15-е место в гонке преследования.
За свою карьеру принимал участие в семи чемпионатах мира, лучший результат в личных гонках 6-е место в гонке на 15 км коньком на чемпионате мира-1991 в Валь-ди-Фьемме, а в эстафетных гонках 5-е место на чемпионате мира-1982 в Осло.